# Лукій (апостол від сімдесяти)
Луцій (Лукій) з Кірени (грец. Λούκιος ὁ Κυρηναῖος) — згідно з Діяннями апостолів, один із засновників християнської церкви в Антіохії, яка тоді входила до Римської Сирії. Згадується поіменно як член церкви там, після розповіді про смерть царя Ірода:
В церкві в Антіохії були пророки та вчителі: Варнава, Симеон, званий Нігер, Луцій Кіреней, Манаїн (який ймовірно виховувався з Іродом Антипою) та Саулом.— Діяння 13:1, NIV
Оповідання в Діяннях 13 стверджує, що група пророків і вчителів молилася і постила, і були натхненні доручити Варнаві і Савлу здійснити місіонерські подорожі далі.
Луцій вказується як засновник Антіохійської церкви на підставі висновку з попереднього уривка:
«Тепер ті, що були розпорошені гоніннями, що спалахнули, коли Стефан був убитий, дісталися Фінікії, Кіпру та Антіохії, поширюючи вчення лише серед євреїв. Однак деякі з них, чоловіки з Кіпру та Кірени, пішли до Антіохії та почали говорити також до греків, розповідаючи їм добру новину про Господа Ісуса.»— Діяння 11:19,20
Вважається першим єпископом Кірени. 
У Римлян 16:21 також згадується Луцій. Немає способу точно знати, чи це та сама людина, але Ориген ототожнює Луція в Посланні до Римлян з євангелістом Лукою (Рим. 10:39)